# Drukarnia Wolna
Drukarnia Wolna – drukarnia założona w 1788 roku w Warszawie przez Jana Potockiego. 
Drukarnia nie posiadała przywileju królewskiego i działała jedynie podlegając cenzurze kościelnej. Jej kierownikiem był Antoni Czarniawski, który od roku 1792 został jej właścicielem. Pod koniec XVIII wieku została sprzedana biskupowi chełmskiemu Porfiremu Ważyńskiemu a następnie po jego śmierci w 1804 roku została wywieziona do Chełmna. W latach 1788–1793 wydrukowano w niej 100 sygnowanych pozycji na papierze z Jeziorny. Większość publikacji to pozycje związane z działalnością Sejmu Czteroletniego: mowy poselskie, odezwy. Wydawali również publicystykę polityczną m.in. Pawlikowskiego, Niemcewicza, Plater, Sierakowskiego, oraz druki ulotne jak i literaturę piękną m.in. dzieła Niemcewicza.   